# Grégoire Piguet
Grégoire Piguet, né en 1753 à Mélisey (Haute-Saône) et mort le 2 février 1826 à Luxeuil-les-Bains (Haute-Saône), est un homme politique français.

## Biographie
Notaire avant la Révolution, il devient commissaire exécutif du département. Il est élu député de la Haute-Saône au Conseil des Cinq-Cents le 22 germinal an VI et siège jusqu'au coup d'État du 18 Brumaire.

## Sources
- « Grégoire Piguet », dans Adolphe Robert et Gaston Cougny, Dictionnaire des parlementaires français, Edgar Bourloton, 1889-1891 [détail de l’édition]